# Brigitte Boccone-Pagès
Brigitte Boccone-Pagès es una política que se ha desempeñado como presidenta del Consejo Nacional desde el 6 de octubre de 2022. Fue elegida vicepresidenta del Consejo Nacional el 22 de febrero de 2018. En octubre de 2022, Boccone- Pagès fue elegida presidenta del Consejo Nacional, tras la inesperada dimisión de Stéphane Valeri, convirtiéndola en la primera mujer en ocupar el cargo. Ella eligió a Balthazar Seydoux como su vicepresidente. El 5 de febrero de 2023, encabezó la lista de Unión Nacional Monegasca y esta ganó los 24 escaños en las elecciones generales de Mónaco de 2023.